# Saison 1996 de l'équipe cycliste Petit Casino-C'est votre équipe
La saison 1996 de l'équipe cycliste Petit Casino-C'est votre équipe est la cinquième de cette équipe, lancée en 1992 et dirigée par Vincent Lavenu.

## Préparation de la saison 1996

### Sponsors et financement de l'équipe
Ses précédents sponsors ayant arrêté leur investissement à l'issue de la saison 1995, Vincent Lavenu se lance dans la saison 1996 sans réel financement pour l'équipe. Ce n'est que mi-janvier que le financement de la saison est assuré  avec Petit Casino  qui apporte d'abord 500 000 francs. Le reste du budget est complété par une souscription auprès du public et des parrainages de petites entreprises. L'équipe ajoute donc le slogan "C'est votre équipe" à son nom.

### Déroulement de la saison
Au mois d'août, une augmentation significative du budget pour 1997 est annoncée (il sera de 20 millions de francs, le groupe Casino augmentant son investissement) .
Les recrutements de Pascal Richard, Rolf Jaermann, Marco Saligari et Rodolfo Massi sont annoncés en septembre .
En recrutant le champion olympique en titre, l'équipe change de dimension et de nom, passant de Petit Casino à Casino .

## Coureurs et encadrement technique

### Effectif
L'équipe est composée de 13 coureurs et 3 stagiaires,,.
| Cycliste             | Date de naissance | Nationalité | Équipe 1995                                               |
| -------------------- | ----------------- | ----------- | --------------------------------------------------------- |
| Christophe Agnolutto | 6 décembre 1969   | France      | ASPTT Paris (équipe amateur)                              |
| Nicolas Aubier       | 20 mai 1971       | France      | Gan                                                       |
| Stéphane Barthe      | 5 décembre 1975   | France      | ASPTT Paris (équipe amateur) jusqu'au 30/07/1996          |
| Frédéric Bessy       | 9 janvier 1972    | France      | Chazal-MBK-König                                          |
| Philippe Bordenave   | 4 mars 1969       | France      | GSC Blagnac (équipe amateur)                              |
| Pascal Chanteur      | 9 février 1968    | France      | Chazal-MBK-König                                          |
| Armand De Las Cuevas | 26 juin 1968      | France      | Castorama                                                 |
| Fabrice Gougot       | 31 août 1971      | France      | ASCM Toulon puis VC Lyon Vaulx-en-Velin (équipes amateur) |
| Franck Jarno         | 7 juillet 1970    | France      | Aki-Gipiemme                                              |
| Arturas Kasputis     | 26 février 1967   | Lituanie    | Chazal-MBK-König                                          |
| Jaan Kirsipuu        | 17 juillet 1969   | Estonie     | Chazal-MBK-König                                          |
| Martial Locatelli    | 31 juillet 1971   | France      | Chazal-MBK-König                                          |
| Christophe Mengin    | 3 septembre 1968  | France      | Chazal-MBK-König                                          |
| Stagiaire            | Date de naissance | Nationalité | Équipe 1996                                               |
| Brice Bouniot        | 18 juillet 1974   | France      | Charvieu-Chavagneux IC (équipe amateur)                   |
| David Lefèvre        | 9 avril 1972      | France      | VC Saint Quentin (équipe amateur)                         |
| Carlo Meneghetti     | 3 février 1970    | France      | VC Roubaix (équipe amateur)                               |

### Encadrement
L'équipe est dirigée par Vincent Lavenu et Laurent Biondi.

## Bilan de la saison

### Victoires
L'équipe remporte 3 victoires ,,.
| Date       | Course                                    | Pays   | Classe | Vainqueur        |
| ---------- | ----------------------------------------- | ------ | ------ | ---------------- |
| 03/06/1996 | 1re étape du Critérium du Dauphiné Libéré | France | 2.1    | Arturas Kasputis |
| 14/07/1996 | GP Nord Pas-de-Calais                     | France | 1.5    | Jaan Kirsipuu    |
| 18/08/1996 | Trophée Sodime                            | France | 1.5    | Pascal Chanteur  |